# Représentations diplomatiques au Nicaragua

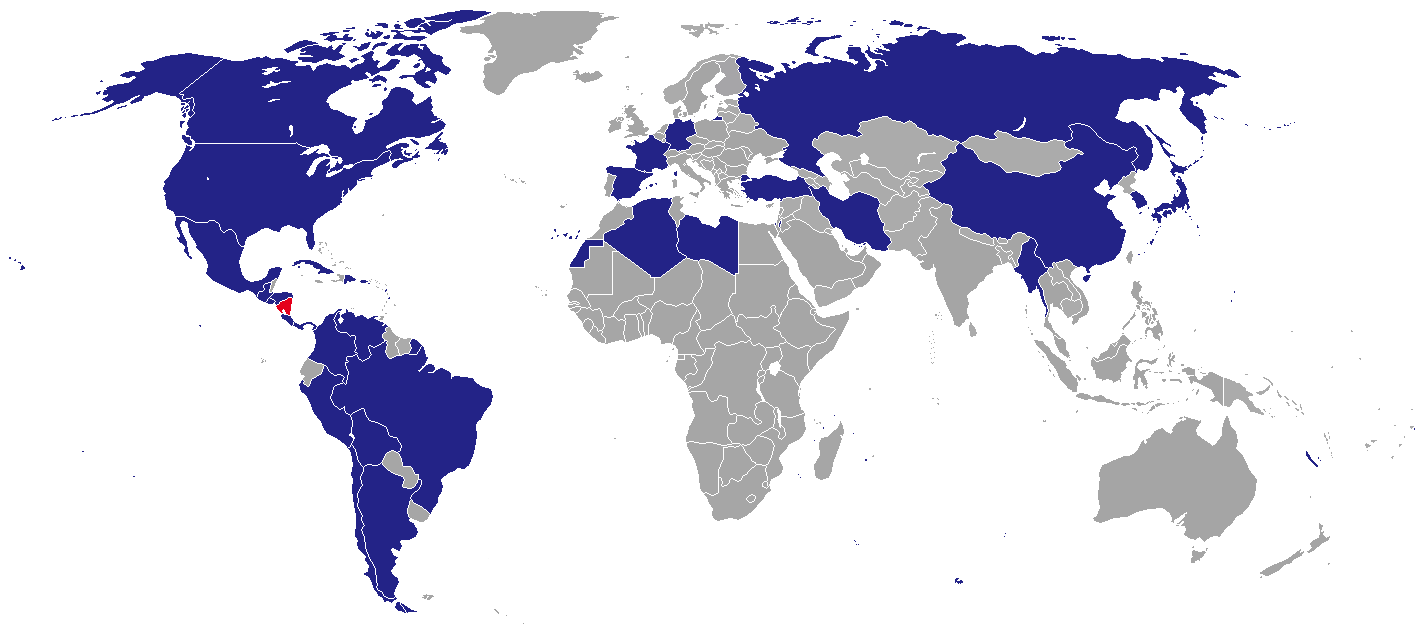
Carte des représentations diplomatiques au Nicaragua

Voici une liste des représentations diplomatiques au Nicaragua. La capitale, Managua, accueille 31 ambassades. Plusieurs autres pays ont des ambassadeurs accrédités dans d'autres capitales régionales. Son rôle de promoteur des causes du tiers monde pendant la guerre froide a conduit au développement de liens étroits avec de nombreux pays non alignés et à tendance socialiste à travers le monde; d'autres pays ont des ambassadeurs accrédités des pays en développement.

## Ambassades
| - Allemagne - Argentine - Palestine - Brésil - Canada - Chili - Colombie - Corée du Sud - Costa Rica - Cuba - Espagne - États-Unis - France - Guatemala - Honduras - Iran | - Italie - Japon - Libye - Luxembourg - Mexique Ordre souverain de Malte - Panama - Pérou - République arabe sahraouie démocratique - République dominicaine - Russie - Salvador - Taïwan - Vatican - Venezuela |

## Missions
- Suisse (Bureau de coopération suisse)
- Union européenne (Délégation)

## Consulat général

### Chinandega
- Costa Rica

## Ambassades non résidentes

### Bogota
- Émirats arabes unis

### Caracas
- Syrie

### Guatemala
- Belize
- Suède

### La Havane
- Angola
- Burkina Faso
- Dominique
- Ghana
- Guinée
- Guyana
- Hongrie
- Kenya
- Laos
- Libye
- Malaisie
- Mozambique
- Nigeria
- République démocratique du Congo
- République du Congo
- Yémen
- Zambie
- Zimbabwe

### Mexico
- Afrique du Sud
- Algérie
- Arabie saoudite
- Arménie
- Australie
- Autriche
- Bangladesh
- Bulgarie
- Chypre
- Côte d'Ivoire
- Danemark
- Finlande
- Grèce
- Irak
- Irlande
- Jamaïque
- Jordanie
- Kazakhstan
- Koweït
- Liban
- Norvège
- Nouvelle-Zélande
- Ouzbékistan
- Pakistan
- Philippines
- Roumanie
- Serbie
- Slovaquie
- Thaïlande
- Viêt Nam

### New York
- Afghanistan
- Azerbaïdjan
- Birmanie
- Croatie
- Érythrée
- Estonie
- États fédérés de Micronésie
- Guinée-Bissau
- Îles Marshall
- Kiribati
- Kirghizistan
- Liberia
- Maldives
- Nauru
- Oman
- Ouganda
- Sénégal
- Sierra Leone
- Somalie
- Soudan
- Soudan du Sud
- Tanzanie
- Timor oriental
- Tonga
- Tuvalu
- Vanuatu

### Ottawa
- Islande
- Lesotho
- Mali

### Panama
- Belgique
- Égypte
- Haïti
- Inde
- Indonésie
- Maroc
- Paraguay
- Portugal

### San José
- Chine
- Pays-Bas
- Pologne
- République tchèque
- Royaume-Uni
- Suisse
- Turquie

### Washington
- Bahreïn
- Barbade
- Éthiopie
- Fidji
- République centrafricaine
- Saint-Christophe-et-Niévès
- Saint-Vincent-et-les-Grenadines
- Sainte-Lucie
- Suriname
- Tadjikistan
- Tchad
- Togo
- Tunisie
- Turkménistan

## Anciennes ambassades
- Bolivie
- Danemark
- Équateur
- Finlande
- Islande
- Royaume-Uni
- Uruguay